# (1466) Mündleria
(1466) Mündleria ist ein Asteroid des Hauptgürtels, der am 31. Mai 1938 vom deutschen Astronomen Karl Wilhelm Reinmuth in Heidelberg entdeckt wurde.
Benannt ist der Asteroid nach dem deutschen Astronomen Max Mündler.